# 福嶋摩耶
福嶋 摩耶（ふくしま まや、2000年4月28日 - ）は、日本の陸上競技選手、中距離走、長距離走。福嶋紗楽は双子の妹。

## 経歴
神奈川県横浜市立茅ケ崎中学校、神奈川県立荏田高等学校、城西大学経営学部マネジメント総合学科卒業。
双子の妹・紗楽とともに茅ケ崎中・荏田高では陸上競技部に所属していたが、大学では別のチームへ進んでいる。なお、荏田高はスポーツが盛んな学校として知られ、陸上でも近年の卒業生に3学年上の佐藤成葉（立命館大学）、5学年上の森田香織・森田詩織姉妹（共にパナソニック）がいる。
荏田高1年の時、メンバーに起用されチームは県予選を勝ち抜き全国高校駅伝に出場した。しかし、本大会では走ることができず代わって妹・紗楽が走った。その後の2年間は予選で、吉村玲美（大東文化大学）ら強力なメンバーがいた白鵬女子高に敗れ本大会の出場はできなかった。
城西大に入学すると、1年生の半ばから急成長してトップランナーに近づいた。駅伝での活躍は目覚ましく全日本大学女子駅伝と大学女子選抜（富士山女子）駅伝では最長5区を走り、いずれも加世田梨花（名城大）、関谷夏希（大東文化大）に小差で次ぐ区間3位の好走を見せた。2つのレースの結果、「大学女子長距離界の新星」などとも言われるようになった。
特に富士山女子駅伝では大学長距離の第一人者と言われた関谷を追い抜き一時はその前を走った。駅伝での強さから大学の先輩である赤羽有紀子のように長い距離で結果を出すランナーになることが期待されている。かつての大学女子駅伝の強豪・城西大復活の鍵を握っていると大いに期待されるランナーでもある。順調に成長していけば、鈴木優花（大東文化大）らとともにマラソンでオリンピック出場を目指すレベルの選手になれる可能性も出てきた。
しかし、日立女子陸上競技部入社後に、動作特異性ジストニアを患い、2024年11月末に現役引退となった。

## 主な記録
| 年     | 大会                           | 種目  | 順位    | 備考         |
| ------ | ------------------------------ | ----- | ------- | ------------ |
| 2019年 | 日本インカレ                   | 5000m | 9位     |              |
|        | 関東大学女子駅伝               | 3区   | 区間2位 | 城西大優勝   |
|        | 全日本大学女子駅伝             | 5区   | 区間3位 | 城西大6位    |
|        | 東日本女子駅伝                 | 2区   | 区間3位 | 神奈川県4位  |
|        | 大学女子選抜（富士山女子）駅伝 | 5区   | 区間3位 | 城西大5位    |
| 2020年 | 全国女子駅伝                   | 4区   | 区間6位 | 神奈川県13位 |